# Ghayl Ba Wazir (huyện)
Huyện Ghayl Ba Wazir là một huyện thuộc tỉnh Hadramawt, Yemen. Đến thời điểm năm 2003, huyện này có dân số 48831 người